# Liste der Kommissare von Yukon
Diese Liste führt die Kommissare (engl. commissioners) des Territoriums Yukon in Kanada auf. Ein Kommissar übt ähnliche Funktionen aus wie die Vizegouverneure der Provinzen (hauptsächlich repräsentativer Art). Er wird jedoch nicht vom Generalgouverneur ernannt, sondern von der Bundesregierung.
| Kommissar                     | Amtszeit  |
| ----------------------------- | --------- |
| James Morrow Walsh            | 1897–1898 |
| William Ogilvie               | 1898–1901 |
| James Hamilton Ross           | 1901–1902 |
| Henry William Newlands        | 1902      |
| Zachary Taylor Wood           | 1902–1903 |
| Frederick Tennyson Congdon    | 1903–1904 |
| William Wallace Burns McInnes | 1905–1906 |
| J.T. Lithgow                  | 1907      |
| Alexander Henderson           | 1907–1911 |
| George Black                  | 1912–1915 |
| George Norris Williams        | 1915–1916 |

Die Ämter des Kommissars und des Administrators wurden 1918 aufgehoben und durch den Goldkommissar (gold commissioner) ersetzt, der dem Innenministerium unterstand.
| Goldkommissar       | Amtszeit  |
| ------------------- | --------- |
| F.X. Gosselin       | 1907–1912 |
| George P. MacKenzie | 1912–1924 |
| Percy Reid          | 1925–1927 |
| George Ian MacLean  | 1928–1932 |

Die Ämter des Goldkommissars und des Rechnungsprüfers (comptroller) wurden zusammengeführt und der Rechnungsprüfer (ab 1936 controller) war nun der höchste Exekutivbeamte.
| Controller         | Amtszeit  |
| ------------------ | --------- |
| George A. Jeckell  | 1932–1946 |
| John Edward Gibbon | 1947–1948 |

Ab 1948 trug der oberste Exekutivbeamte wieder den Titel eines Kommissars. Seit der Einführung einer Legislative mit Premierminister im Jahr 1978 besitzt das Amt eher repräsentativen Charakter.
| Kommissar                 | Amtszeit  |
| ------------------------- | --------- |
| John Edward Gibbon        | 1948–1950 |
| Andrew Harold Gibson      | 1950–1951 |
| Frederick Fraser          | 1951–1952 |
| Wilfred George Brown      | 1952–1955 |
| Frederick Howard Collins  | 1955–1962 |
| Gordon Robertson Cameron  | 1962–1966 |
| James Smith               | 1966–1976 |
| Arthur MacDonald Pearson  | 1976–1978 |
| Frank Fingland            | 1978–1979 |
| Ione Christensen          | 1979      |
| Douglas Leslie Dewey Bell | 1979–1986 |
| John Kenneth McKinnon     | 1986–1995 |
| Judy Gingell              | 1995–2000 |
| Jack Cable                | 2000–2005 |
| Geraldine Van Bibber      | 2005–2010 |
| Doug Phillips             | 2010–2018 |
| Angélique Bernard         | seit 2018 |